# 4293 Masumi
A 4293 Masumi (ideiglenes jelöléssel 1989 VT) a Naprendszer kisbolygóövében található aszteroida. Y. Oshima fedezte fel 1989. november 1-én.